# Aielo de Malferit
Aielo de Malferit – gmina w Hiszpanii, w prowincji Walencja, we wspólnocie autonomicznej Walencja, o powierzchni 26,74 km². W 2011 roku liczyła 4743 mieszkańców.